# 杏林水库
杏林水库是中国山东省济南市章丘区普集镇境内的一座水库，位于小清河支流东巴漏河上游，建于1971年。

## 历史
杏林水库位于章丘区普集镇杏林村东，东巴漏河中游，控制流域面积180平方公里。水利工程“三查三定”时认定其防洪标准仅40年一遇，相应水位106.35米，总库容1010万立方米。自1984年至1987年4月，先后完成了主、副坝加高和过水土坝保安全工程，使水库达到100年一遇设计、300年一遇校核的防洪标准。校核水位107.7米，总库容1263万立方米，兴利水位105.5米，兴利库容835万立方米，死库容60万立方米。
主坝为粘土心墙沙壳坝，坝长145.5米，最大坝高19.4米，坝顶高程108.4米。副坝分南北两段，为均质土坝。北副坝接主坝向东北，长1050米。南副坝接溢洪闸南端向南，长940米，副坝平均坝高10.5米。溢洪道在主坝南端，有两孔10×8米的平板钢闸门，净宽20米，闸底高程98.5米，遇300年一遇的洪水，最大泄量为903立方米/秒。
工程于1970年10月动工，翌年6月30日竣工。水库建成后，坝基漏水严重，于1978年8月至1980年10月，对主副坝进行灌浆防渗处理。1984年开始再次进行保安全工程处理。在主坝北端和南副坝上各建放水洞一个，均为内径1米的砼管，出口均有阀门控制，设计流量均为1.65立方米/秒，进口底高程南洞为95米，北洞为94.5米。
灌区于1971年施工，完成南北干渠2条，长7990米；支渠4条，长8018米。1972～1973年又建成了白云提水站。1975年将北干渠延伸至河庄。设计灌溉面积1360公顷，有效灌溉面积666.7公顷，1985年实灌133.3公顷。